# Zaveštanje (emisija)
„Zaveštanje“ je dokumentarni televizijski esej u trajanju od 25 minuta o arheološkim iskopinama na području nalazišta Blagotin, reditelja Slobodana Ž. Jovanovića, a u produkciji Radio-televizije Srbije iz 1993. godine. Korišćena je originalna muzika inspirisana arheološkim lokalitetom Blagotin Zorana Hristića, po kojoj je zatim reditelj napravio svojevrsnu „slikovnicu“ od arheoloških iskopina, ističući pritom njihovu lepotu, ali i ideju jedne nestale civilizacije, naših predaka, koji su svojoj deci pravili igračke od gline, amulete da bi se zaštitili, ali i nešto nalik na raspetog Hrista na krstu 5000 godina pre samog dogadjaja, kako ga mi znamo.
Emisija je bila prikazana u Ujedinjenim Nacijama 1993 godine.

## Autorska ekipa
- Reditelj Slobodan Ž. Jovanović
- Scenarista Slobodan Ž. Jovanović
- Kompozitor Zoran Hristić